# Nérolidol
Le nérolidol, connu également sous le nom de péruviol, est un sesquiterpène alcool présent dans de nombreuses huiles essentielles et plantes. Il est un constituant majeur des huiles essentielles de néroli, de Brassavola nodosa et de Myrocarpus fastigiatus et se trouve aussi dans le gingembre, la lavande, les Melaleuca, le chanvre cultivé (Cannabis sativa L.) et la citronnelle.  

## Propriétés physico-chimiques
Le nérolidol est un liquide jaune clair ayant une légère odeur florale de rose et d'orange. Il se dégrade sous l'effet prolongé de la lumière et de la chaleur.
Le nérolidol possède quatre isomères différents qui consistent en deux énantiomères et deux isomères géométriques (E ou trans et Z ou cis, et leurs énantiomères). Ceci est dû à la présence de la double liaison en position C6 et à un centre asymétrique en C3. 

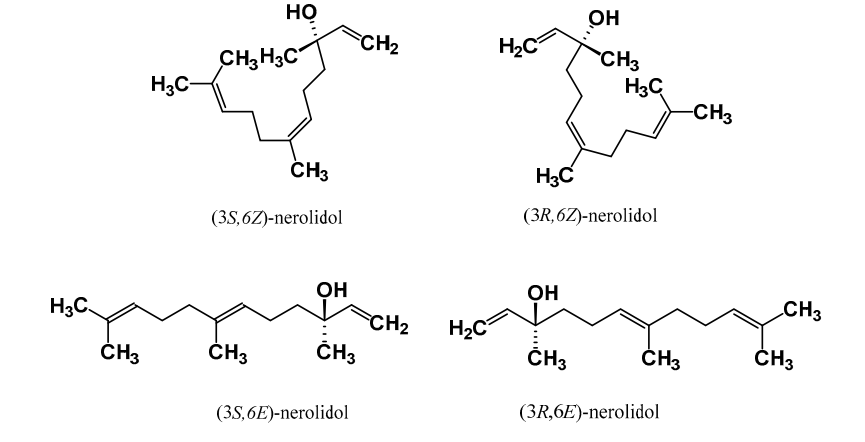
Structure des énantiomères de chacun des cis et trans-nérolidol

## Utilisations
Le caractère floral du nérolidol rend son utilisation incontournable en parfumerie, par exemple on peut le trouver dans l'eau de Cologne. Le nérolidol, présent dans l'huile de Cabreuva est aussi reconnu pour ses  propriétés toniques, stimulantes, énergisantes et aphrodisiaque. C'est aussi un excellent anti-infectieux et il aide à soulager les troubles rhumatismaux.